# Deutsches Meisterschaftsrudern 1943
Das 56. Deutsche Meisterschaftsrudern wurde 1943 in Berlin ausgetragen. Im Vergleich zum Vorjahr gab es im Meisterschaftsprogramm eine Änderungen. So wurde bei den Frauen der Doppelvierer im Stilrudern aus dem Programm genommen. Insgesamt wurden Medaillen in 11 Bootsklassen vergeben. Davon 8 bei den Männern und 3 bei den Frauen.

## Medaillengewinner

### Männer
| Bootsklasse                           | Gold | Silber | Bronze |
| ------------------------------------- | --- | --- | --- |
| Einer                                 | Werner Beesel (RG Elektra Berlin-Oberschöneweide) | Willi Füth (RR des Kommandanten von Groß-Paris) | Walter Graf (Rostocker RC von 1885) |
| Doppelzweier                          | RC Titania Charlottenburg Günter Goehle Rolf Rigo | Rgm. Roßlauer RG / Dessauer RV 1887 Heinz Starke Hans-Joachim Ritter | Berliner RV von 1876 Heinz Edler Freimut Henkel |
| Zweier ohne Steuermann                | Mannheimer RV Amicitia von 1876 Helmut Barniske Rudi Bosch | BSG Junkers Schönebeck Karl Modes Werner Randel | Keine weiteren Boote am Start. |
| Vierer ohne Steuermann                | Rgm. BSG Allianz Berlin / RV Friesen Berlin Joseph Schwarz Werner Kokoschke Günter Dauß Erich Combes                                                                                    | Rgm. Wiener RV Donauhort / Wiener RV Ellida / RV Triton-Pirat Wien unbekannt | Keine weiteren Boote in der Wertung. |
| Vierer mit Steuermann                 | Rgm. Berliner RC / RK am Wannsee / RG Wiking Berlin Karl Körner Werner Röhl Otto Bohnhardt Helmut Baltrusch Dieter Arend (Stm.)                                                         | RK Vineta Potsdam Werner Küntzel Hansjörg Plath Hans Wirth Hans Joachim Heinrich Erich Kloss (Stm.)                                                                               | Keine weiteren Boote in der Wertung. |
| Achter                                | Rgm. RG Wiking Berlin / Berliner RC / RK am Wannsee Julius Lienau Horst Korth Karl Körner Herbert Schmidt Hans Kuschke Heinz Krohne Otto Bohnhardt Helmut Baltrusch Dieter Arend (Stm.) | Rgm. BSG Allianz Berlin / Frankonia Berlin / Spindlersfelder RV Sturmvogel / Berliner RC Sport-Borussia Günter Soor Hans-Joachim Kastner Rudi Hoffmann unbekannt unbekannt (Stm.) | Rgm. Wiener RK Argonauten / Wiener RV Donauhort / Wiener RV Ellida / RV Friesen / Erster Wiener RC Lia / RV Triton-Pirat Wien unbekannt unbekannt (Stm.) |
| Leichtgewichts-Einer                  | Heinz Starke (Roßlauer RG) | Thomas Frühbauer (DRG Friesen Wien) | Heinz Dancker (Bremer RV von 1882) |
| Leichtgewichts-Vierer ohne Steuermann | Rgm. Berliner RK Hellas / RV Friesen Berlin Klaus Menzel Otto Kirmse Rudi Klinke Kurt Braschwitz                                                                                        | Rgm. Wiener RK Argonauten / RV Friesen / Erster Wiener RC Lia / RV Triton-Pirat Wien unbekannt                                                                                    | RR des Kommandanten von Groß-Paris unbekannt |

### Frauen
| Bootsklasse                 | Gold | Silber                                                                                               | Bronze                                         |
| --------------------------- | --- | --- | ---------------------------------------------- |
| Einer                       | Susi Foglar (RV Wratislavia Breslau) | Friedel Haack (Post-SG Frankfurt/Main)                                                               | Gisela Pehl (RK Hansa Bernburg)                |
| Doppelzweier                | VfB Reichspost Stettin 08 Grete Rübe Rosemarie Wächter                                                                                   | RK Vineta Potsdam Käthe Braune Christine Helm                                                        | Ruderbund Froh Volk Gerda Haake Ruth Schulze   |
| Doppelvierer mit Steuerfrau | Rgm. ARC Breslau / Post-SG Stephan / RV Wratislavia Breslau Ella Droth Annemarie Hendrick Mia Becker Hilde Hillmann Elsa Simosseg (Stf.) | Frankfurter RV von 1865 Amely Aller Lotte Kutscher Irmgard Zschuckelt Ilse Fischer Maja Jamin (Stf.) | Erster Breslauer RV unbekannt unbekannt (Stf.) |